# Stylidium divaricatum
Espèce
Stylidium divaricatum est une espèce de plantes à fleurs de la famille des Stylidiaceae. 